# Dibusa angata
Dibusa angata is een schietmot uit de familie Hydroptilidae. De soort komt voor in het Nearctisch gebied.